# Ptolemaios XI Alexandros II
Ptolemaios XI Alexandros XI là một pharaông của nhà Ptolemaios đã trị vì Ai Cập trong vài ngày năm 80 TCN.
Ptolemaios XI là con của Ptolemaios X Alexandros I và một trong hai người là Cleopatra Selene I hay Berenice III. Ptolemaios IX Lathryos qua đời năm 81 TCN hay 80 TCN mà không có người kế thừa hợp pháp, và vì vậy Cleopatra Berenice (tên khác là Berenice III) lên ngôi. Dù vậy Sulla của thành Roma đã muốn người thân La Mã cai trị trên ngai vàng, và phái con út của Ptolemaios X tới Ai Cập biểu lộ ý định của Ptolemaios Alexandros ở Rome như chứng minh cho rõ ràng sự can thiệp đó.